# Tarsomys
Tarsomys é um género de roedor da família Muridae.

## Espécies
- Tarsomys apoensis Mearns, 1905
- Tarsomys echinatus Musser e Heaney, 1992